# Thuyền buồm tại Thế vận hội Mùa hè 2008
Giải thuyền buồm tại Thế vận hội Mùa hè 2008 diễn ra từ ngày 9 đến ngày 21 tháng 8 năm 2008 tại Thanh Đảo, Trung Quốc.

## Xếp hạng theo quốc gia
| 1    | Anh Quốc (GBR)    | 4  | 1  | 1  | 6  |
| 2    | Úc (AUS)          | 2  | 1  | 0  | 3  |
| 3    | Tây Ban Nha (ESP) | 1  | 1  | 0  | 2  |
| 3    | Hoa Kỳ (USA)      | 1  | 1  | 0  | 2  |
| 5    | Trung Quốc (CHN)  | 1  | 0  | 1  | 2  |
| 6    | Đan Mạch (DEN)    | 1  | 0  | 0  | 1  |
| 6    | New Zealand (NZL) | 1  | 0  | 0  | 1  |
| 8    | Hà Lan (NED)      | 0  | 2  | 0  | 2  |
| 9    | Pháp (FRA)        | 0  | 1  | 2  | 3  |
| 10   | Brasil (BRA)      | 0  | 1  | 1  | 2  |
| 10   | Ý (ITA)           | 0  | 1  | 1  | 2  |
| 12   | Litva (LTU)       | 0  | 1  | 0  | 1  |
| 12   | Slovenia (SLO)    | 0  | 1  | 0  | 1  |
| 14   | Argentina (ARG)   | 0  | 0  | 1  | 1  |
| 14   | Đức (GER)         | 0  | 0  | 1  | 1  |
| 14   | Hy Lạp (GRE)      | 0  | 0  | 1  | 1  |
| 14   | Israel (ISR)      | 0  | 0  | 1  | 1  |
| 14   | Thụy Điển (SWE)   | 0  | 0  | 1  | 1  |
| Tổng | Tổng              | 11 | 11 | 11 | 33 |

## Bảng huy chương
Nam
| Nội dung         | Vàng                                         | Bạc                                          | Đồng                                               |
| ---------------- | -------------------------------------------- | -------------------------------------------- | -------------------------------------------------- |
| Ván lướt có buồm | Tom Ashley · New Zealand                     | Julien Bontemps · Pháp                       | Shahar Zubari · Israel                             |
| Thuyền laser     | Paul Goodison · Anh Quốc                     | Vasilij Zbogar · Slovenia                    | Diego Romero · Ý                                   |
| Thuyền 470       | Úc (AUS) · Nathan Wilmot · Malcolm Page      | Anh Quốc (GBR) · Nick Rogers · Joe Glanfield | Pháp (FRA) · Nicolas Charbonnier · Olivier Bausset |
| Thuyền Sao       | Anh Quốc (GBR) · Iain Percy · Andrew Simpson | Brasil (BRA) · Robert Scheidt · Bruno Prada  | Thụy Điển (SWE) · Fredrik Lööf · Anders Ekström    |

Nữ
| Nội dung            | Vàng                                                     | Bạc                                                           | Đồng                                                                      |
| ------------------- | -------------------------------------------------------- | ------------------------------------------------------------- | ------------------------------------------------------------------------- |
| Ván lướt có buồm    | Yin Jian · Trung Quốc                                    | Alessandra Sensini · Ý                                        | Bryony Shaw · Anh Quốc                                                    |
| Thuyền Laser Radial | Anna Tunnicliffe · Hoa Kỳ                                | Gintarė Volungevičiūtė · Litva                                | Xu Lijia · Trung Quốc                                                     |
| Thuyền 470          | Úc (AUS) · Elise Rechichi · Tessa Parkinson              | Hà Lan (NED) · Marcelien de Koning · Lobke Berkhout           | Brasil (BRA) · Fernanda Oliveira · Isabel Swan                            |
| Thuyền Yngling      | Anh Quốc (GBR) · Sarah Ayton · Sarah Webb · Pippa Wilson | Hà Lan (NED) · Mandy Mulder · Annemieke Bes · Merel Witteveen | Hy Lạp (GRE) · Sofia Bekatorou · Sofia Papadopoulou · Virginia Kravarioti |

Hạng mở rộng
| Nội dung        | Vàng                                               | Bạc                                                              | Đồng                                               |
| --------------- | -------------------------------------------------- | ---------------------------------------------------------------- | -------------------------------------------------- |
| Thuyền Phần Lan | Ben Ainslie · Anh Quốc                             | Zach Railey · Hoa Kỳ                                             | Guillaume Florent · Pháp                           |
| Thuyền 49er     | Đan Mạch (DEN) · Jonas Warrer · Martin Kirketerp   | Tây Ban Nha (ESP) · Iker Martínez de Lizarduy · Xabier Fernández | Đức (GER) · Jan-Peter Peckolt · Hannes Peckolt     |
| Thuyền Bão Táp  | Tây Ban Nha (ESP) · Antón Paz · Fernando Echavarri | Úc (AUS) · Darren Bundock · Glenn Ashby                          | Argentina (ARG) · Santiago Lange · Carlos Espínola |